# کورام (نیویورک)
کورام (به انگلیسی: Coram) یک منطقهٔ مسکونی در ایالات متحده آمریکا است که در شهرستان سافک، نیویورک واقع شده‌است. کورام ۳۵٫۷ کیلومتر مربع مساحت و ۳۹٬۱۱۳ نفر جمعیت دارد و ۲۹ متر بالاتر از سطح دریا واقع شده‌است.